# Distrikt Muhanga
Der Distrikt Muhanga (Kinyarwanda Akarere ka Muhanga) ist einer von acht Distrikten in der Südprovinz von Ruanda.

## Geographie

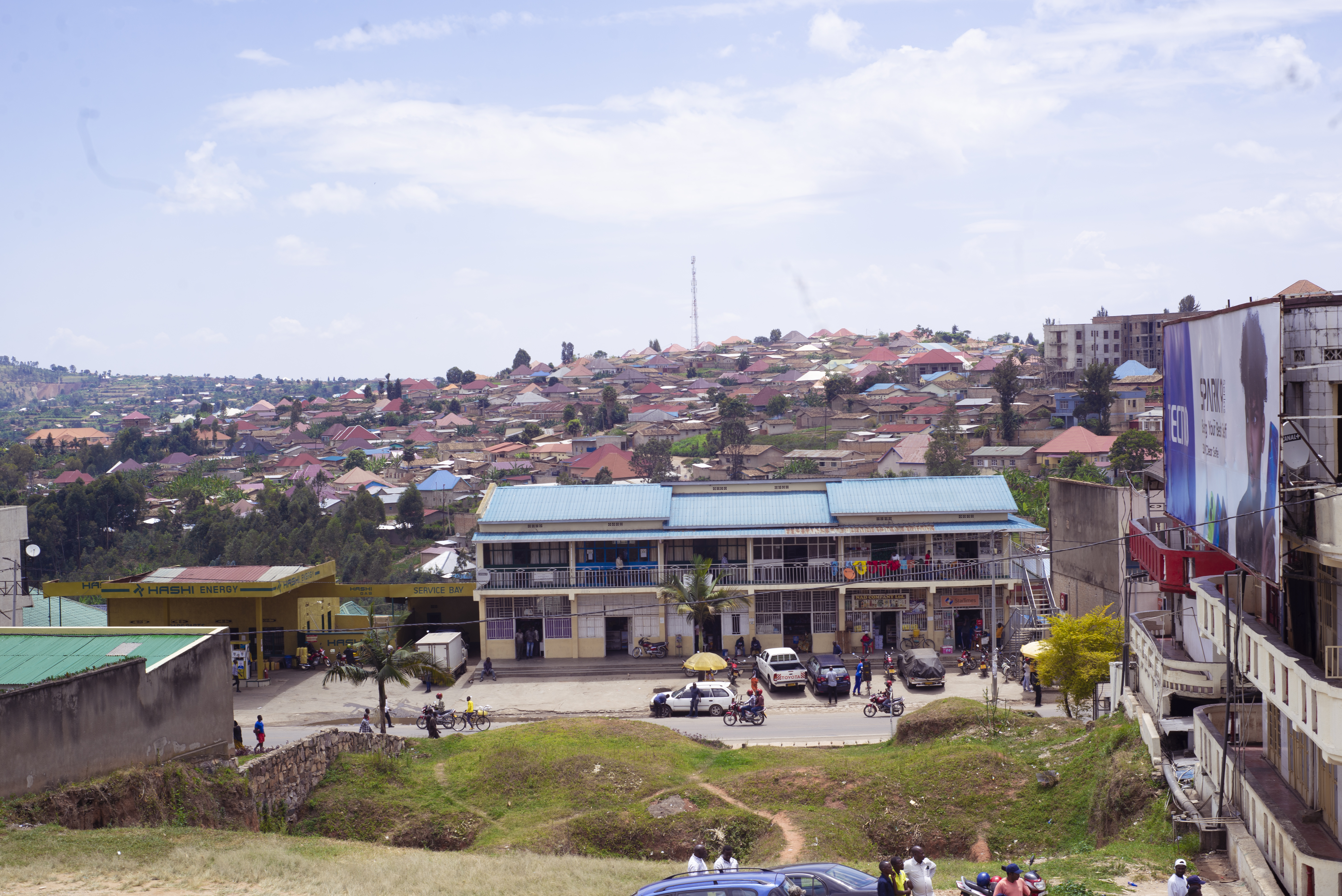
Blick über Muhanga

Der Distrikt hat eine Gesamtfläche von 647,7 km² und unterteilt sich in 12 Sektoren, 63 Zellen und 331 Dörfer. Die Sektoren sind Cyeza, Kabacuzi, Kibangu, Kiyumba, Muhanga, Mushishiro, Nyabinoni, Nyamabuye, Nyarusange, Rongi, Rugendabari und Shyogwe. Nachbardistrikte sind Gakenke im Norden, Kamonyi im Osten, Ruhango im Süden, Karongi im Südwesten und Ngororero im Westen.
Hauptstadt ist Muhanga (früher Gitarama). Die Westgrenze des Distrikts bildet der Fluss Nyabarongo und die Südgrenze der Biriganya.
Der jährliche Gesamtniederschlag liegt bei rund 1200 mm.

## Kultur und Geschichte

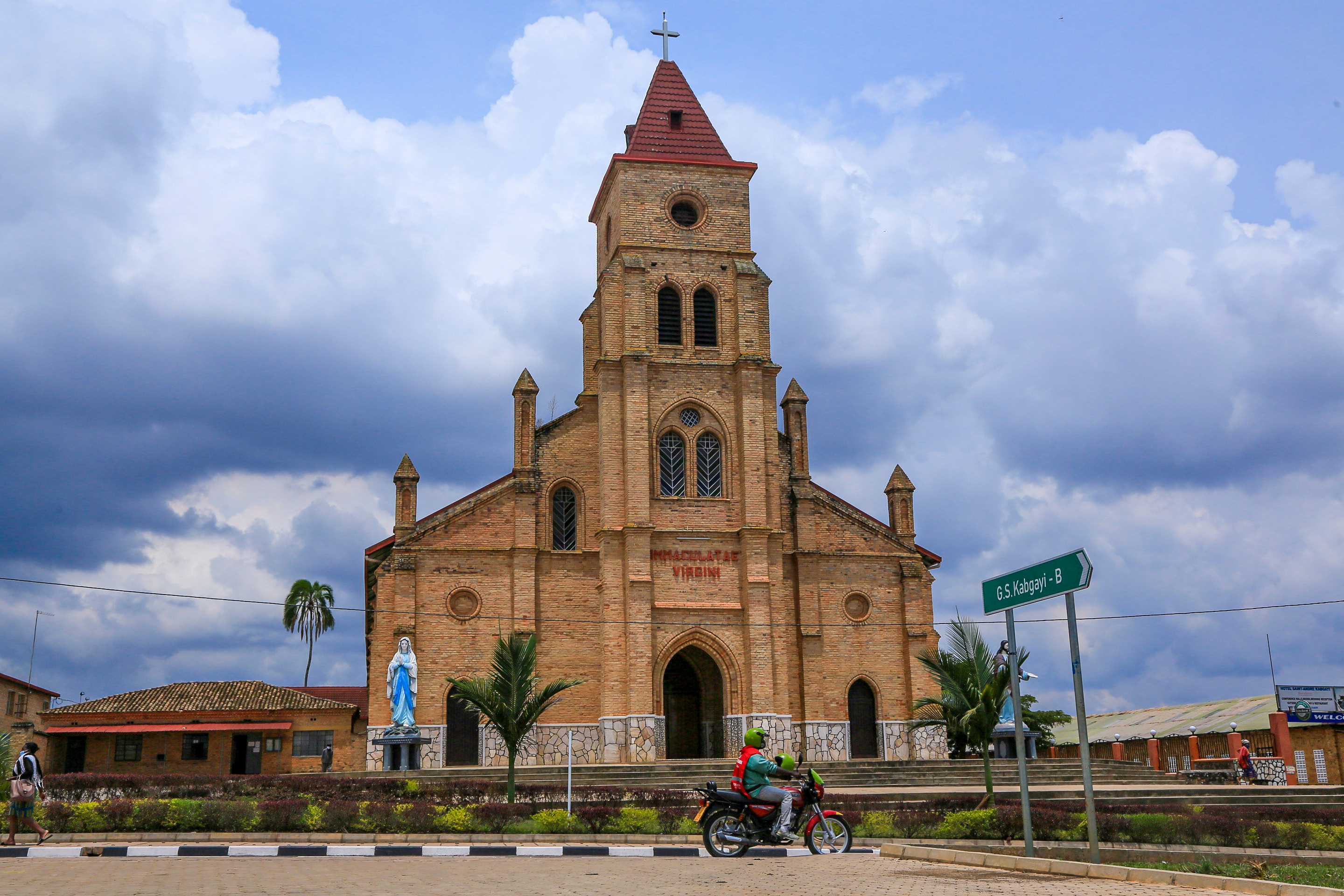
Kathedralbasilika Unserer Lieben Frau in Kabgayi

In Kabgayi südlich von Muhanga befindet sich die Kathedralbasilika Unserer Lieben Frau, die 1905 von der Ordensgemeinschaft der Weißen Väter errichtet wurde. Das Gebiet von Ruanda war damals Teil der Kolonie Deutsch-Ostafrika. Papst Johannes Paul II. besuchte die Kathedrale am 8. September 1990 und erhob sie am 22. Oktober 1992 in den Rang einer Basilica minor.
Unweit dieser befindet sich am Ort eines Massengrabes eine Gedenkstätte an den Völkermord in Ruanda von 1994. Nach dem Völkermord wurde bei Muhanga das Gefängnis Gitarama als eines von elf Gefängnissen des Landes mit Verdächtigen belegt.

## Politik
Regierungschefin ist Jacqueline Kayitare. 2021 wurde sie für eine weitere Amtszeit wiedergewählt.

## Bevölkerung
Nach der Volkszählung von 2022 beträgt die Einwohnerzahl 358.433. Der Bevölkerungstrend ist zunehmend.
|          |             | Fläche [km²] | 2002    | 2012    | 2022    |
| -------- | ----------- | ------------ | ------- | ------- | ------- |
| Distrikt | Muhanga     | 648,3        | 287.219 | 319.141 | 358.433 |
| Sektor   | Cyeza       | 57,03        |         | 30.209  | 34.540  |
| Sektor   | Kabacuzi    | 75,78        |         | 25.440  | 28.192  |
| Sektor   | Kibangu     | 47,77        |         | 20.028  | 20.326  |
| Sektor   | Kiyumba     | 59,37        |         | 21.766  | 23.364  |
| Sektor   | Muhanga     | 62,12        |         | 25.819  | 28.700  |
| Sektor   | Mushishiro  | 53,06        |         | 20.200  | 21.071  |
| Sektor   | Nyabinoni   | 39,29        |         | 16.780  | 16.253  |
| Sektor   | Nyamabuye   | 29,71        |         | 44.645  | 59.961  |
| Sektor   | Nyarusange  | 61,74        |         | 25.712  | 28.308  |
| Sektor   | Rongi       | 81,98        |         | 26.851  | 29.389  |
| Sektor   | Rugendabari | 42,75        |         | 16.920  | 17.363  |
| Sektor   | Shyogwe     | 36,02        |         | 44.771  | 50.966  |

## Verkehr
Durch den äußersten Süden des Distrikts verläuft in Ost-West-Richtung die Nationalstraße 15. Diese trifft im Osten im Ort Muhanga innerhalb des Sektors Nyamabuye auf die etwa in Südwest-Nordost-Richtung verlaufende Nationalstraße 1. Von der Nationalstraße 15 geht zudem Richtung Nordwesten die Nationalstraße 16 ab. Diese drei Nationalstraßen sind asphaltiert. Stand 2022 nicht asphaltiert ist dagegen die Nationalstraße 17, die von der Nationalstraße 1 abgehend in Nord-Süd-Richtung durch den Osten des Distrikts verläuft. Durch den Distrikt führen zudem mehrere, ebenfalls nicht asphaltierte District Roads.